# شنابلواید
شنابلواید (به آلمانی: Schnabelwaid) یک شهر در آلمان است که در بایروث واقع شده‌است.